# Middle Village
Middle Village és una concentració de població designada pel cens dels Estats Units a l'estat de Wisconsin. Segons el cens del 2000 tenia 351 habitants.

## Demografia
Segons el cens del 2000, Middle Village tenia 351 habitants, 94 habitatges, i 76 famílies. La densitat de població era de 19,6 habitants per km².
Dels 94 habitatges en un 60,6% hi vivien nens de menys de 18 anys, en un 30,9% hi vivien parelles casades, en un 38,3% dones solteres, i en un 18,1% no eren unitats familiars. En el 9,6% dels habitatges hi vivien persones soles el 3,2% de les quals corresponia a persones de 65 anys o més que vivien soles. El nombre mitjà de persones vivint en cada habitatge era de 3,44 i el nombre mitjà de persones que vivien en cada família era de 3,55.
Per edats la població es repartia de la següent manera: un 43,9% tenia menys de 18 anys, un 8,5% entre 18 i 24, un 25,9% entre 25 i 44, un 13,7% de 45 a 60 i un 8% 65 anys o més.
L'edat mediana era de 23 anys. Per cada 100 dones de 18 o més anys hi havia 89,4 homes.
La renda mediana per habitatge era de 16.667 $ i la renda mediana per família d'11.071 $. Els homes tenien una renda mediana de 21.875 $ mentre que les dones 9.750 $. La renda per capita de la població era de 6.568 $. Aproximadament el 55,8% de les famílies i el 42% de la població estaven per davall del llindar de pobresa.

## Poblacions més properes
El següent diagrama mostra les poblacions més properes.